# Diecezja Legazpi
Diecezja Legazpi – diecezja rzymskokatolicka na Filipinach. Powstała w 1951 z terenu archidiecezji Caceres.

## Lista biskupów
- Flaviano Ariola † (1952–1968)
- Teotimo C. Pacis † (1969–1980)
- Concordio Maria Sarte † (1980–1991)
- José Sorra † (1993–2005)
- Nestor Celestial Cariño † (2005–2007)
- Joel Zamudio Baylon, od 2009